# Araucodynerus tuberculatus
Araucodynerus tuberculatus är en stekelart som först beskrevs av Henri Saussure 1852.  Araucodynerus tuberculatus ingår i släktet Araucodynerus och familjen Eumenidae. Inga underarter finns listade.